# HandBrake
HandBrake és un programa lliure i de codi obert per a la transcodificació multifil d'arxius d'àudio i video, disponible per a macOS, GNU/Linux i Windows. Va ser desenvolupat originalment per Eric Petit el 2003 per ripejar una pel·lícula d'un DVD a un dispositiu d'emmagatzematge de dades de manera més senzilla. D'ençà, el programa ha estat sotmés a diversos canvis i revisions.
HandBrake fa servir biblioteques de tercers, com FFmpeg i FAAC. Aquests components poden no trobar-se sota la mateixa llicència d'ús que el programa.

## Funcions
HandBrake permet convertir i comprimir arxius de vídeo en gairebé qualsevol format a MP4, MKV i WebM, entre d'altres, amb configuracions predeterminades per garantir la compatibilitat amb diferents dispositius. A través de les opcions de conversió és possible retallar i canviar la mida dels fotogrames, restaurar vídeos antics o de baixa qualitat, eliminar els artefactes causats per l'ús d'imatges interllaçades. El programa també permet mantenir el format de codificació original d'àudio, ajustar el so envolvent a estèreo i canviar el seu volum. A més, conté opcions per preservar els subtítols integrats a l'arxiu d'entrada o afegir-ne d'externs.
Malgrat haver estat ideat per a la digitalització de DVDs, HandBrake no permet convertir discos òptics amb protecció de còpia sense instal·lar biblioteques de tercers, i tampoc és compatible amb arxius protegits per tecnologies de gestió de drets digitals (DRM).